# Pégia
Pégia (grec moderne : Πέγεια) est une ville chypriote de près de 4 000 habitants et située dans le district de Paphos.